# ホプキンスビル (ケンタッキー州)
ホプキンスビル（英: Hopkinsvilleは、アメリカ合衆国ケンタッキー州の都市。クリスチャン郡の郡庁所在地である。人口は3万1180人（2020年）。

## 歴史

### 設立初期
現在ホプキンスビル市がある地域は当初の1796年に、バーソロミュー・ウッドがアメリカ独立戦争に従軍した報償として受け取った1,200エーカー (4.8 km2) の一部だった。ウッドとその妻マーサ・アンがテネシー州ジョーンズボロから移ってきて、まず現在の7番通り西とベセル通りの交差点近くに小屋を建てた。続いて9番通りとバージニア通りの角近くに2番目の小屋を建て、最後は14番通りとキャンベル通りの角に3番目の家を建てた。
同年、クリスチャン郡が創設され、1797年にウッド家から郡庁舎を建てる土地としてオールドロック・スプリングにあった5エーカー (20,000 m2) の土地を寄付した。1798年までに木造の郡庁舎、監獄、「ストレイ・ペン」が建設された。翌年、ジョン・キャンベルとサミュエル・ミーンズがクリスチャン郡庁舎のために通り配置を定めた。町は町名をウッドの長女の名前から「エリザベス」に変えようとしたが、ハーディン郡に既にエリザベス（現エリザベスタウン）という町があった。1804年、ケンタッキー州議会はヘンダーソン郡出身で退役兵かつ州議会議員のサミュエル・ホプキンスから「ホプキンスビル」と名付けて町を設立した。その後にホプキンス郡も別にできた。
ケンタッキー州の他の町と同様、この町でも無料の初等教育学校を作るのが遅れたが、土地の出身者が私立学校を組織し、1849年には南ケンタッキー・カレッジ、1854年にはベセル女子カレッジを設立した。

### 南北戦争
南北戦争によってクリスチャン郡の中で大きな分裂が生まれた。ホプキンスビルとクリスチャン郡の南軍支持は、「オークグローブ・レンジャーズ」とケンタッキー第28騎兵隊の結成で明らかだった。クリスチャン郡はアメリカ連合国大統領ジェファーソン・デイヴィスの出生地であり、地元実業家やプランテーション所有者がアメリカ連合国に金や戦争用物資を寄付した。しかし、南軍がテネシー州に撤退した後、北軍が1862年にホプキンスビルの北西にキャンプ・ジョー・アンダーソンを設立した。そこで訓練された兵士が、ケンタッキー第35騎兵隊、同第25歩兵連隊、同第35歩兵連隊に編成された。戦前はホプキンスビルの検察官だったジェイムズ・S・ジャクソン将軍が、1862年10月のペリービルの戦いで戦死した。北軍側を支持した民間人が、ラバ、荷車、衣類、食料を北軍に供給した。
ホプキンスビルの支配者は少なくとも6回は変わった。1864年12月、ハイラン・B・ライアン将軍の指揮する南軍が町を占領し、クリスチャン郡庁舎を焼いた。この建物は当時北軍が兵舎として使っていた。終戦近い頃、西部州立病院の向かい側で北軍と南軍の間に小競り合いが起こった。

### ブラック・パッチ・タバコ
1868年、エバンズビル・ヘンダーソン・アンド・ナッシュビル鉄道が初めて市内を通った。1879年、ルイビル・アンド・ナッシュビル鉄道がこれを買収した。1892年にオハイオ・バレー鉄道（後にイリノイ・サザン鉄道に買収）も開通し、1903年にはテネシー・セントラル鉄道も通った。
ブラック・パッチ地域で産するタバコはヨーロッパでの需要が高かった。1904年、タバコ農園主が、ジェイムズ・B・デュークの所有するアメリカン・タバコ・カンパニーによる独占に反対して、ケンタッキー州およびテネシー州ダークタバコ地区農園主の保護協会を結成した。アメリカン・タバコ・カンパニーはその独占権力を使って農民に払う代価を下げていた。農園主協会はタバコの販売をボイコットする組織を作り、販売価格を元に戻すことを目指した。しかし多くの農民が独立にあるいは密かに販売を続けたので、協会はそのような農民を従わせるために「沈黙旅団」を結成することになった。社会的な圧力が失敗したように見えると、沈黙旅団（おそらくデイビッド・A・エイモスが指揮した）がナイト・ライダーズを結成し、従わない農民にテロ行為を仕掛けた。
1907年12月7日、覆面をした250名のナイト・ライダーズがホプキンスビルの警察署を占領し、外部との接触を断った。彼等は協会の会員ではない農夫からタバコを買うタバコ会社の役員やそれを助ける市の役員を追求した。倉庫3棟が焼かれ、そのうち1つの跡は平和公園に変わった。翌年4月、W・B・ケネディというパデューカのタバコ・ブローカーがロッテルダムの仲間に手紙を送り、「ナイト・ライダーズの悪行が続くが、法は彼等を告訴し罰することができていない。彼等は夜間に悪行を行い、覆面をし、知ってることを誰にも何も告げないと誓約を立てており、その故に彼等を告訴して有罪にする十分な証拠が得られない。かれらは国をほとんど破滅させるまで、その悪行を続けるだろう」と記していた。

### 2006年竜巻
2006年4月2日、藤田スケールF3の竜巻がホプキンスビルの一部を通過した。200軒の家屋が損傷を受け、28人が負傷した。その他多くの企業の建物、樹木、電線、通信塔などに被害が出て、市内は停電した。ガス管も損傷し、ガス漏れを起こした。

## 地理
ホプキンスビルはクリスチャン郡の北緯36度51分17秒 西経87度29分20秒 / 北緯36.85472度 西経87.48889度 (36.854712, -87.488872)に位置している。
アメリカ合衆国国勢調査局に拠れば、市域全面積は24.0平方マイル (62.3 km2)であり、このうち陸地24.0平方マイル (62.2 km2)、水域は0平方マイル (0.1 km2)で水域率は0.04%である

## 人口動態
以下は2010年国勢調査による人口統計データである。
| 基礎データ - 人口: 31,577 人 - 世帯数: 12,600 世帯 - 住居数: 14,318 軒 人種別人口構成 - 白人: 62.6% - アフリカン・アメリカン: 31.9% - ネイティブ・アメリカン: 0.4% - アジア人: 1.1% - 太平洋諸島系: 0.1% - 混血: 2.5% - ヒスパニック・ラテン系: 3.5% 年齢別人口構成 - 18歳未満: 26.4% - 18-24歳: 9.7% - 25-44歳: 28.3% - 45-64歳: 20.8% - 65歳以上: 14.8% - 年齢の中央値: 35歳 - 性比（女性100人あたり男性の人口） - 総人口: 87.9 - 18歳以上: 82.7 | 世帯と家族（対世帯数） - 18歳未満の子供がいる: 32.4% - 結婚・同居している夫婦: 45.1% - 未婚・離婚・死別女性が世帯主: 18.2% - 非家族世帯: 33.3% - 単身世帯: 29.7% - 65歳以上の老人1人暮らし: 12.5% - 平均構成人数 - 世帯: 2.39人 - 家族: 2.95人 収入と家計 - 収入の中央値 - 世帯: 30,419米ドル - 家族: 37,598米ドル - 性別 - 男性: 30,349米ドル - 女性: 21,259米ドル - 人口1人あたり収入: 15,796米ドル - 貧困線以下 - 対人口: 16.8% - 対家族数: 13.6% - 18歳未満: 23.6% - 65歳以上: 13.7% |

### クラークスビル都市圏
ホプキンスビルは、テネシー州に跨るクラークスビル都市圏に属している。クラークスビルはホプキンスビルの南24kmに位置し、2003年以前はテネシー州モンゴメリー郡とクリスチャン郡を合わせて、クラークスビル・ホプキンスビル都市圏を構成していた。2003年、その公式名称からホプキンスビルが外され、主要都市という概念が無くなった。同年、この都市圏にスチュアート郡とトリッグ郡が付加された。4つの郡を合わせた都市圏は2000年時点で人口232,000人だった。2007年7月1日の推計人口は261,816人だった。2007年時点で国内第169位の都市圏だった。

## 経済
ホプキンスビル市とクリスチャン郡には、フォーチュン500に含まれるものを含め、幅広い企業と産業がある。50以上の企業が土地の企業社会を作り上げている。様々なサービス業や製造業がある。
市内には日本企業が9社ある。ドイツ、スペイン、イタリアの企業も各1社ある。
エボナイト・インターナショナルが市内に本社と主要製造設備を抱えており、最古かつ最大のボーリング用ボールのメーカーである。ハンマー・ボーリング、ダイノ・セイン、コロンビア300、トラック・インターナショナル、ロビーズなど良く知られたブランドを持っており、市場シェアも高い。世界のボーリング用ボールの60%を生産している。
アグリビジネス
ホプキンスビル市とクリスチャン郡には、1790年代に入植したときから農業の強いルーツがある。トウモロコシ、冬小麦、大豆、タバコの生産では強く一貫したリーダーだった。
ケンタッキー州農政省による2007年12月の統計では、幾つかの農産物生産高でクリスチャン郡が上位に来ていた。
- #1 換金作物生産高
- #1 冬小麦
- #2 トウモロコシ
- #3 ダークファイア・タバコ
- #4 大豆

他にも重要な産品としてバレー種タバコ、アルファルファ干し草、その他の干し草、牛、子牛、牛乳がある。郡の面積は722平方マイル (1,867 km2) と州内第2位であり、推計1,150の農園が30万平方マイル(1,200 km2) 以上の農地を所有し、作付け面積は23万平方マイル(930 km2) ある。農園当たりの面積は267エーカー(1.08 km2) である。
農業はハイテク産業になってきており、クリスチャン郡の農夫は器具、機械、農薬、化学品、種、その他良好な農作業全般について、教育と技術訓練を継続する必要性を認識している。この進歩的な姿勢故にクリスチャン郡は農業の指導的存在であり続け、良好な農作業の例であり続けている。ホプキンスビル・コミュニティカレッジは農業科に特化した技術センターを持っている。地元高校の農業科には200人以上の会員がいる。4-Hグループも様々な主題に1,000人以上の会員がおり、極めて活動的である。
商工会議所がアグリビジネス委員会を維持しており、「農業ウィーク」を推進している。アグリビジネス委員会は地元で毎年2つの行事を推進し、新聞、ラジオ、テレビを通じてメディアの露出を多くしている。1つは3月のナショナル・アグリカルチャー・ウィーク、もう1つは7月のクリスチャン郡農業週間である。年間アグリビジネス、年間農夫、傑出したサービス、農業の友の4分野で地元農夫を表彰している。委員会はカレッジで農業コースを履修する学生に奨学金も出している。
1854年に西部精神病院として設立された西部州立病院は、精神病患者の治療を行う入院施設である。建物はアメリカ合衆国国家歴史登録財に指定されている。2004年の患者数は西ケンタッキー34郡からの220人だった。3つの施設で650人が働いている。

### 主要雇用主
市の2010年包括的財務報告書に拠れば、市内の主要雇用主は次の通りである。
| 順位 | 雇用主                               | 従業員数 |
| ---- | ------------------------------------ | -------- |
| 1    | ウォルマート                         | 875      |
| 2    | ジェニー・スチュアート医療センター   | 850      |
| 3    | 西部州立病院                         | 776      |
| 4    | メタルサ                             | 480      |
| 5    | マーティンリー                       | 438      |
| 6    | 豊田合成                             | 330      |
| 7    | ホプキンスビル・コミュニティカレッジ | 290      |
| 8    | ダグラス・オーテック                 | 471      |
| 9    | エボナイト・インターナショナル       | 225      |
| 10   | T・RAD                               | 218      |

## 交通

### 道路
市内をアメリカ国道41号線、同41号線A、同68号線、同68号線バイパスが通っており、さらにネッド・ブレシット・ペニーライル・パークウェイ（通常は単にペニーライル・パークウェイ）が通っている。4車線のバイパス道路がほぼ全市を取り巻いている。バイパスの南部はアメリカ国道68号線バイパスに繋がる。連邦予算により、ペニーライル・パークウェイをクリスチャン郡南部、キャンベル砦近くを通る州間高速道路24号線まで延伸することが承認された。建設は3段階で行われ、2010年に完成したが、2011年初期の開通だった。

### 空港
ホプキンスビルへの空路利用は、テネシー州のナッシュビル国際空港を利用する。一般用途空港のホプキンスビル・クリスチャン郡地域空港には長さ5,502フィート (1,700 m) の滑走路がある。

### 鉄道
1860年代後半に鉄道の建設と運行が始まり、農産物や工業製品の市場と結んだ。1868年4月8日、エバンズビル・ヘンダーソン・アンド・ナッシュビル鉄道が初めて市内を通った。この線は後に北のヘンダーソンに延伸され、1879年、ルイビル・アンド・ナッシュビル鉄道（現在のCSXトランスポーテーション）がこれを買収した。1892年にオハイオ・バレー鉄道（後にイリノイ・サザン鉄道に買収）がグレイシーからホプキンスビルまで開通し、これを1897年にイリノイ・セントラル鉄道（現在のイリノイ・セントラル・ガルフ）が買収した。この線は1980年代に廃線になった。1903年にはテネシー・セントラル鉄道の西部事業部がエッジョテン（エッジ・オブ・テネシー）でクリスチャン郡に入り、クラークスビル市とホプキンスビル市を繋いだ。1990年、ホプキンスビルからキャンベル砦の部分はアメリカ国防総省が運営した。

## メディア
1869年に設立された「ケンタッキー・ニュー・エラ」は市内と周辺地域のための日刊紙である。ソース16テレビジョンは、地元の低出力テレビ局である。

## 呼び物、見どころ
- ホプキンスビルは「涙の道」の停止点であり、リトル川沿い9番通りに沿った公園はこの歴史を記念している。毎年9月、涙の道インディアン・パウワウが涙の道公園に来る。博物館や墓地がある。そこには強制移動中に死んだチェロキー族の重要な2人の酋長、フライスミストホワイトパスの墓もある。大きなオーセージ・オレンジの木数本があり、鍛鉄のフェンスにはドリームキャッチャーが掛けられている。半地下の円形劇場がある。チェロキー族の強制移住の旅とその破壊的な影響を記念する銘板が幾つかある[18]。アメリカ合衆国国家歴史登録財に指定されている。
- ペニーロイヤル地域博物館は中心街の昔の郵便局ビルにあり、ホプキンスビルとペニーライル地域の歴史を展示している。ペニーロイヤル地域博物館はホプキンスビル市が所有し、資金を出しており、南西部ケンタッキーの豊かな歴史の遺産を記憶に留めるために設立された。1974年、ホプキンスビル市が教育博物館として使う目的で、昔の郵便局ビルをアメリカ合衆国政府から買収した。ペニーロイヤル地域博物館は1975年10月に設立され、1976年7月8日に開館された。その理事会とスタッフは、過去を保存し解釈するために幅広い活動を行っている。地域住民は、独立戦争から現在までケンタッキー州の伝統における重要な役割を担ってきた。この博物館は歴史という広がりの中で、ペニーライル地域9郡の発展を表現しようとしている。
  - 展示品にはブラック・パッチ・タバコ戦争のナイト・ライダーズ、著名な透視能力者エドガー・ケイシー、ジェファーソン・デイヴィス、時代による室内、開拓者の寝室、ミニチュア・サーカス、アンティーク・キルト、アフリカ系アメリカ人の歴史、輸送の歴史的形態、ケンタッキー州で使われた車のナンバープレートなどがある。
- 毎年5月、2日間にわたる家族向けの祭であるリトル川デイズが開催されている。ロード競走、カヌーレース、自転車ツアー、芸術と工芸、フード屋台、生演奏が行われる。すべて中心街のマーチャント公園で行われる。
- 2017年8月21日に予定される皆既日食では、最大食の起こる地点がホプキンスビルの北西に約12マイル (19 km) であり、最も近い都市圏である。
- ホラー・コメディ映画『アタック・オブ・ザ・キラー・トマト』のオープニングでは、1975年に何百万もの鳥に町が囲まれたとしているが、これは有名なヒッチコックの映画『鳥』のことを言っている。
- 地球外生物との遭遇とされるできごと、ケリー・ホプキンスビル遭遇で広く知られている。

## スポーツ
2012年、オハイオ・バレー・リーグにホップタウン・ホッパーズが加わった。このチームは1970年代半ばまでK・I・Tリーグでプレイしたホッパーズから名称を採った。

## 教育
ホプキンスビル市はクリスチャン郡公立学校学区に属している。小学校10校、中学校3校、高校2校がある。
- ベルモント小学校
- クロフトン小学校
- ホリデイ小学校
- インディアンヒルズ小学校
- レイシー小学校
- マーティン・ルーサー・キング・ジュニア小学校
- ミルブルック小学校
- ペンブローク小学校
- シンキングフォーク小学校
- サウスクリスチャン小学校
- ホプキンスビル中学校
- クリスチャン郡中学校
- ノースドライブ中学校
- クリスチャン郡高校
- ホプキンスビル高校

2015年から2016年の教育年度では、予算の問題で学区の再編と学校の閉校が行われる予定である。ノースドライブ中学校が小学校に転換され、レイシー、ホリデイ、ベルモント各小学校が閉校になる。ペンブローク小学校は大々的な改修が行われ、閉校ではみ出した児童を吸収する施設を追加する。この教育年度には学年も編成替えされ、6年生が小学校に移る。

### 私立学校
市内に私立学校が3校ある
- セントピーター・アンド・ポール・カトリック学校、就学前から8年生まで
- ユニバーシティ・ハイツ・アカデミー、カレッジ予備校、就学前から12年生まで
- ヘリテージ・クリスチャン・アカデミー、カレッジ予備校、就学前から12年生まで

## 気候
地域の気候は暑く湿気た夏と、温暖から冷涼な冬が特徴である。ケッペンの気候区分では温暖湿潤気候（"Cfa"）に区分される。

## 著名な出身者
- エドワード・ブレシット、第51代ケンタッキー州知事
- エドガー・ケイシー、霊能者
- ベル・フックス、社会活動家
- クリス・ホイットニー、元NBA バスケットボール選手